# Matt Bianco

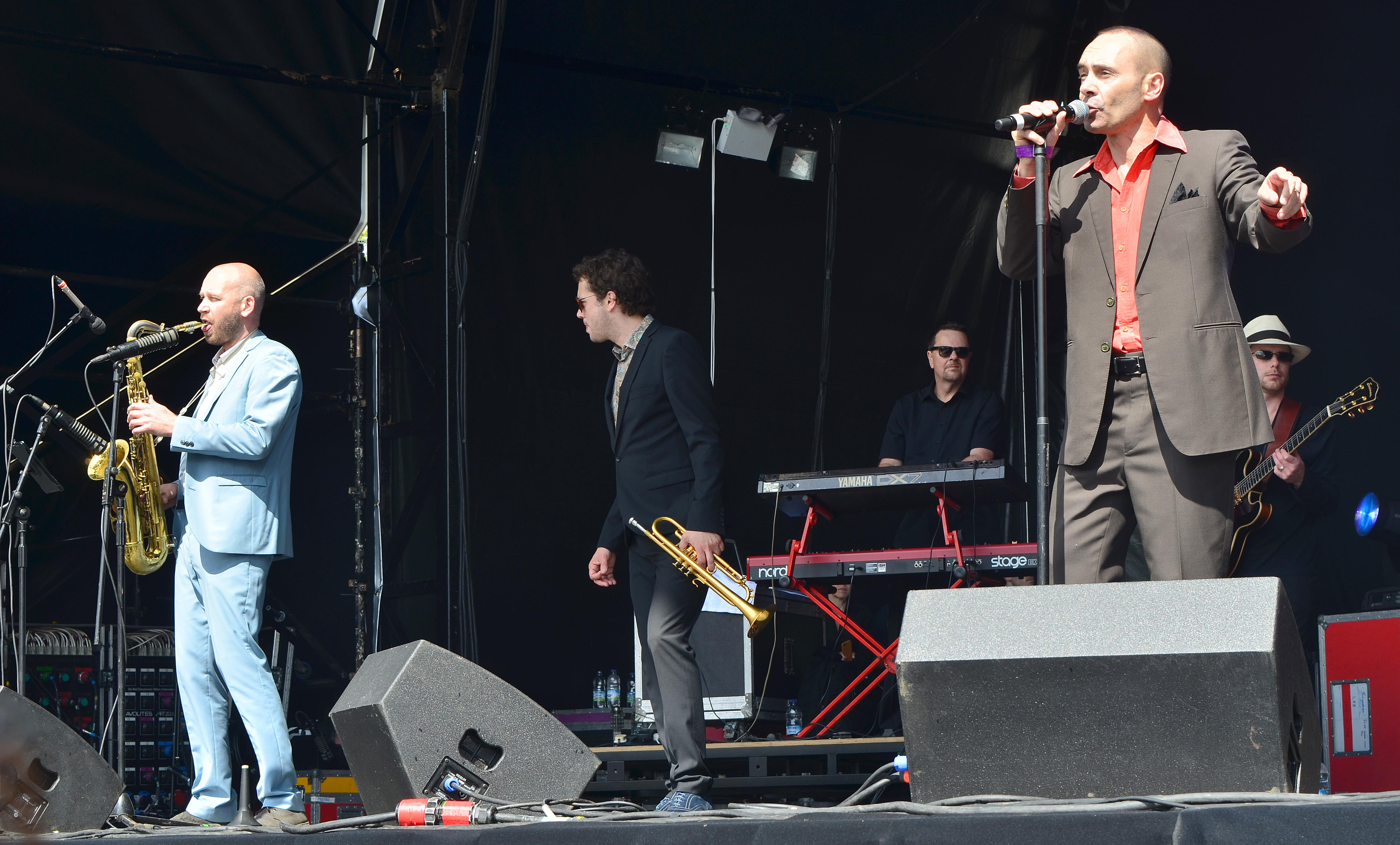
Matt Reilly de Matt Bianco

Matt Bianco és el nom d'un grup britànic de música pop conegut principalment pels seus èxits a mitjans dels anys vuitanta i per ser pioners en la fusió de pop i jazz amb músiques llatines, sobretot brasileres (bossa nova, samba) i cubana (salsa). Tot i que el nom del grup suggereix que es tracta d'una persona, hom suposa que és el sobrenom de Mark Reilly, el vocalista i membre més destacat del grup.

## Història
Inicialment a l'any 1982, el quartet format per Mark Reilly (veu), Danny White (teclat), Kito Poncioni (baix) i la vocalista polonesa Basia Trzetrzelewska – que posteriorment faria carrera en solitari com a Basia – es van presentar amb el nom de "Bronze", abans d'escollir el nom definitiu de Matt Bianco el 1983. El seu primer senzill Get Out of Your Lazy Bed/Big Rosie va sortir abans d'enregistrar el primer àlbum, Whose Side Are You On? (1984). Poc després, Poncioni va abandonar la banda, tot i que va coescriure el tema d'èxit Half A Minute. L'àlbum conté diverses cançons que es van fer molt populars a tot Europa: Get Out of Your Lazy Bed, More Than I Can Bear, Half a Minute i Sneaking Out The Back Door.
La parella sentimental Basia i Danny White van deixar de formar part del grup poc després del primer àlbum, amb la intenció de que la cantant inicies una carrera internacional en solitari. Van incorporar-se llavors Jenni Evans, la nova vocalista, i Mark Fisher, com a compositor, productor i teclista. Amb aquest darrer, el so de la banda va incrementar l'ús de sintetitzadors. La nova formació va gravar l'àlbum Matt Bianco (1986) amb el tema Yeh Yeh, nova versió de l'èxit de Georgie Fame. Tanmateix, la cantant Jenni Evans va abandonar el grup poc després de la publicació de l'àlbum i no va ser substituïda.
Matt Bianco, format només per Mark Reilly i Mark Fisher, era un duet consolidat a Europa, amb concerts on actuaven davant de 250.000 assistents. Warner Brothers va comercialitzar-los als Estats Units de la mà de Emilio Estefan – marit i productor de Gloria Estefan – i amb el qual van gravar el seu tercer àlbum, Indigo (1988). Els senzills derivats d'aquest àlbum com Don't Blame it on That Girl i Good Times van tenir discretes posicions a les llistes d'èxits. No obstant això, Wap-Bam-Boogie, tot un èxit a les discoteques, va empènyer el llançament del senzill Don't Blame it on That Girl/Wap-Bam-Boogie posicionant-se al número 11 de la llista de singles del Regne Unit, convertint-lo en el senzill més reeixit de Matt Bianco.
El seu recopilatori de grans èxits titulat The Best of Matt Bianco (1990) va entrar al Top 50 del Regne Unit. L'any següent, un altre àlbum d'estudi va ser llançat per Warner Brothers, Samba in Your Casa (1991) que no obtingué gaire ressò. Reilly i Fisher van deixar la companyia discogràfica i des d'aleshores, van gravar els seus àlbums en els seus propis estudis i oferint-los a distribuïdores independents. Van aconseguir contractes amb ZYX Music i Intercord a Europa i Victor Entertainment a Àsia. Els àlbums següents no es van vendre bé a Europa, però van crear un embrió de fans fidels al Japó i a la resta d'Àsia. Els àlbums Another Time Another Place (1994), Gran Via (1995), World Go Round (1997), A/Collection (recopilatori amb un remix dels seus èxits), Rico (2000) i Echoes (2002) van tenir bones vendes a Anglaterra però foren rebuts discretament a Europa. Finalment, després de vint anys gravant i fent gires, el duet es va separar de manera amistosa.

### Reaparició
L'any 2003, mitjançant un amic comú, Basia i Danny White es van unir amb Mark Reilly per recuperar l'original Matt Bianco, amb excepció del baixista original Kito Poncioni, que havia mort a finals dels noranta. L'àlbum Matt's Mood, nom d'una de les seves primeres cançons instrumentals més populars, va veure la llum el 2004, amb peces de jazz contemporani en l'esperit del seu primer àlbum. L'any següent, van fer una gira mundial, que va incloure parades al Regne Unit, el Japó i els Estats Units. De nou, Basia i White van abandonar Matt Bianco per revigoritzar la marca Basia. Reilly es va reunir amb Fisher i Matt Bianco va tornar com a duet. Entre els anys 2005 i el 2008 van aparèixer el recopilatori The Best of Matt Bianco - Volum 2, HiFi Bossanova i Hideaway. Mark Fisher va morir el 12 de desembre de 2016. Lluny de la seva època d'esplendor, Reilly, amb nova banda, va treure Gravity (2017) i High Anxiety (2020). L'any 2022 va sortir un recopilatori remasteritzat dels seus antics èxits: The Essential Matt Bianco. Re-imagined, Re-loved.

## Discografia

### Àlbums
- Whose Side Are You On? (1984)
- Matt Bianco (1986)
- Indigo (1988)
- Samba in Your Casa (1991)
- Another Time Another Place (1994)
- Gran Via (1995)
- World Go Round (1997)
- Rico (2000)
- Echoes (2002)
- Matt's Mood (2004)
- Hifi Bossanova (2009)
- Hideaway (2012)
- The Things You Love (2016)
- Gravity (2017)

### Recopilatoris
- The Best of Matt Bianco (1990)
- A/ Collection (1998)
- The Best of Matt Bianco: Platinum Collection (2005)
- The Best of Matt Bianco – Volume 2 (2008)
- Sunshine Days – The Official Greatest Hits (2010)
- The Essential Matt Bianco. Re-imagined, Re-loved (2022)